# Придорожное (Старобешевский район)
Придорожное — село в Старобешевском районе Донецкой области.

## География
В Донецкой области имеется одноимённый населённый пункт — посёлок Придорожное в Амвросиевском районе.
Село расположено на правом берегу реки под названием Кальмиус.

#### Соседние населённые пункты по странам света
С, СЗ: город Донецк (выше по течению Кальмиуса)
СЗ:  Павлоградское, Ларино (все выше по течению Кальмиуса)
СВ: Темрюк, Гришки, город Моспино
З: —
В: Менчугово, Горбачёво-Михайловка (все ниже по течению Кальмиуса)
ЮЗ: Обильное, Каменка
ЮВ: Калинина, Кирово, Новый Свет (ниже по течению Кальмиуса)
Ю: —

## Население
Население по переписи 2001 года составляло 597 человек.

## Общие сведения
Код КОАТУУ — 1424582409. Почтовый индекс — 87212. Телефонный код — 6253.

## Адрес местного совета
87210, Донецкая область, Старобешевский р-н, с.Марьяновка, ул.Мира, 10а